# Læstadius
Læstadius, ibland skrivet Laestadius är en bemärkt svensk prästsläkt,  härstammandes från Lästa i Ytterlännäs socken i Ångermanland.
Bonden Nils Olofsson (född 1575) och dennes hustru Agata Sjulsdotters äldste son, Johan Nilsson, antog efter avslutade präststudier namnet Johan Nicolai Læstadius, efter hembyns namn.  
1662 utsågs Johan Nicolai av Biskop Benzelius till kyrkoherde i Arjeplogs församling. Johan Nicolai Læstadius kom att verka  som kyrkoherde i Arjeplog fram till 1667. Sonen Johan Læstadius (1664–1730) efterträdde sin far i Arjeplog och blev därefter kyrkoherde i Silbojokks församling. Dennes son, som också hette Johan Læstadius (1700–1755), blev också kyrkoherde i såväl Silbojokk som Arjeplog.Den sistnämnde Johans son Carl Læstadius sattes i guldsmedslära i Stockholm och blev 1772 bergsfogde vid Nasafjälls silververk inom sin fars pastorat. När bergverksrörelsen lades ned 1810 flyttade han med sin hustru till Arjeplogs kyrkoplats där paret under en tid fick genomleva en tid av blygsam utkomst av att koka lim av renhorn. Sedermera blev han nybyggare.   
Carl Læstadius blev far till Carl Erik, Lars Levi Laestadius och Petrus Læstadius.
Kvinnorna i släkten har använt femininformen Læstadia. Ättlingar till Johan Nicolai Læstadius omfattar förutom släkterna Læstadius, Læstander, Boström, Brandstrom, Ahlenius, Bexelius och Fjellström.
Ett par av den förste Johan Læstadius söner antog släktnamnet Læstander (Lestander), varifrån bland annat en annan känd norrlandssläkt - Boström, härstammar. Till denna hör bland andra Christopher Jacob Boström. Genom Fredrika Gustafva Fredenheims äktenskap med en medlem av släkten, hamnade fideikommisset Östanå slott i släktens ägo. Den förste fideikommissarien ur släkten var statsministern Erik Gustaf Boström.

## Kända personer ur släkten Læstadius
- Lars Levi Læstadius (1800–1861), präst och grundare av læstadianismen
- Carl Erik Læstadius (1775-1818), präst och filosof, den förres bror. Informator åt hovkansler von Schulzenheim
- Carl Fredrik Læstadius (1848–1927), präst
- Johan Læstadius (1815–1895), präst och skolman
- Petrus Læstadius (1802–1841), präst och författare, bror till Lars Levi Læstadius
- Lars-Levi Læstadius (1909–1982), regissör och teaterchef, sonsons son till Lars Levi Læstadius
- Anna Laestadius, författare
- Ann-Helén Laestadius, författare
- Linn Laestadius, konstnär
- Sverker Laestadius, medieman
- Henrik Laestadius, företagsledare och advokat
- Paul Lestander, politiker
- Klas Lestander, olymier
- Per Laestadius, företagsledare
- Staffan Laestadius, professor